# Saul Gone
"Saul Gone" es el episodio final de Better Call Saul, serie de televisión derivada de Breaking Bad. Es el decimotercer y último episodio de la sexta temporada y el episodio 63 de la serie en general. Escrito y dirigido por Peter Gould, quien cocreó la serie con Vince Gilligan, el episodio se emitió en AMC y AMC+ el 15 de agosto de 2022, antes de debutar en línea en ciertos territorios en Netflix al día siguiente.
"Saul Gone" continúa directamente tras el episodio anterior, donde Jimmy McGill deberá enfrentar las consecuencias de los conflictos provocados por sus tres identidades: las acciones que realizó a lo largo de la serie con su nombre de nacimiento, los delitos federales que cometió en Breaking Bad como Saul Goodman y los planes que ejecutó en Omaha, Nebraska, como Gene Takavic. El episodio también ve a Jimmy y Kim Wexler cara a cara por primera vez en seis años. Varios personajes de Better Call Saul y Breaking Bad regresaron como invitados.
Un estimado de 1.80 millones de espectadores vieron el episodio durante su primera transmisión en AMC. "Saul Gone" recibió elogios de la crítica, y muchos críticos elogiaron el desarrollo del carácter de Jimmy y su reconciliación con Kim. El final se consideró universalmente como una conclusión "magistral" de la serie.

## Trama
En flashbacks se muestran conversaciones que en determinados momentos, Jimmy McGill/Saul Goodman tuvo con Mike Ehrmantraut, Walter White, y su hermano, Chuck McGill. En el primero, Mike le pregunta a Jimmy qué haría si pudiera viajar en el tiempo. Mike inicialmente dice que viajaría al día en que murió su hijo, pero luego dice que se abstendría de aceptar su primer soborno. En el segundo, es Jimmy el que le pregunta a Walter, a lo que este responde que se habría quedado en Gray Matter Technologies. Jimmy le dice a Mike que habría invertido en Berkshire Hathaway y le dice a Walter que lamenta haberse lastimado la rodilla durante una estafa. Walter reprende a Jimmy por ser superficial y tener rasgos criminales inherentes. En otro flashback, Chuck sugiere que Jimmy considere una carrera distinta a la ley, pero Jimmy responde que Chuck nunca lo hizo. Chuck invita a Jimmy a consultar con él sobre sus nuevos clientes legales, pero Jimmy lo ignora. Cuando se va, Chuck coge una copia de La máquina del tiempo de HG Wells.
En 2010, Jimmy, como Gene Takavic, evade a la policía hasta que es detenido mientras se esconde en un contenedor de basura y luego contrata a Bill Oakley para que lo defienda. Enfrentando una cadena perpetua más 190 años, Oakley negocia un acuerdo de culpabilidad que incluye una sentencia de 30 años. Marie Schrader objeta y acusa a Saul de ser cómplice de la muerte de su esposo Hank Schrader. Saul convence al Fiscal Federal Auxiliar principal de que podría llevar a un jurado a un punto muerto al presentarse como la víctima de Walter, lo que resulta en un acuerdo de culpabilidad que incluye siete años y medio de prisión. Saul intenta reducir aún más su sentencia ofreciendo información sobre la muerte de Howard Hamlin, sin saber que Kim ya lo había hecho. Saul se entera de que la viuda de Howard, Cheryl, puede presentar una demanda civil contra Kim. En presencia del US Marshal, le dice a Bill que testificará contra Kim.
De vuelta en Florida, Kim comienza impulsivamente a trabajar como voluntaria en una firma local de servicios legales pro bono; en ello, La fiscal de distrito Suzanne Ericsen la llama y le advierte a Kim que el testimonio de Saul podría afectarla. Kim asiste a la sentencia en Albuquerque, donde Saul admite que mintió para que ella estuviera presente en persona. Confiesa participar en los planes de Walter y admite su papel en el suicidio de Chuck; finaliza su confesión pidiendo que lo llamen por su nombre real. Es sentenciado a 86 años de prisión, donde es reverenciado por sus compañeros de prisión que lo reconocen como Saúl. Kim lo visita y comparten un cigarrillo. Cuando ella se va, él va al patio de la prisión para despedirla y "dispara" sus pistolas de dedos. Kim reconoce el gesto y se va.

## Producción

### Desarrollo
"Saul Gone" es el episodio final de Better Call Saul, y fue escrito y dirigido por el cocreador y showrunner de la serie Peter Gould. Gould escribió el episodio de Breaking Bad "Better Call Saul", que presentó al personaje de Saul Goodman, y cocreó el spin-off con Vince Gilligan. Gould y Gilligan sirvieron inicialmente como coproductores ejecutivos antes de que Gilligan dejara la sala de escritores para concentrarse en otros proyectos, lo que resultó en que Gould se convirtiera en el único productor ejecutivo.
En la semana previa al final, Gilligan declaró que el episodio probablemente sería la última entrada en la franquicia Breaking Bad, ya que tanto él como Gould estaban listos para pasar a nuevas historias. Gould reconoció más tarde que para el estreno del final de Breaking Bad, él y Gilligan ya estaban desarrollando el spin-off, pero cuando se emitió el final de Better Call Saul, los dos estaban trabajando por separado en nuevos proyectos.

### Casting
Bob Odenkirk, Jonathan Banks y Rhea Seehorn son los únicos miembros del reparto que figuran en los créditos principales. Gould consideró que el final era una mezcla del mundo de los personajes de Better Call Saul y Breaking Bad, ya que el episodio contó con varios actores que regresaban de ambas series. Esto incluyó a Banks como Mike Ehrmantraut y las estrellas invitadas Bryan Cranston como Walter White, Michael McKean como Chuck McGill y Betsy Brandt como Marie Schrader. El episodio también marcó la primera aparición de Blanca, la esposa de Steven Gomez, interpretada por Marisilda García, a quien se hace referencia varias veces pero no se la ve en Breaking Bad. Gould quería traer de vuelta a otros actores de Better Call Saul, como Patrick Fabian, Giancarlo Esposito y Michael Mando, así como a otros que aparecieron en Breaking Bad, incluidos Anna Gunn, RJ Mitte y Dean Norris. Sin embargo, queriendo evitar una "epopeya sobrecargada", él y el equipo de redacción no pudieron incorporarlos al final.
Los personajes de Banks, Cranston y McKean aparecieron en flashbacks, mientras que el personaje de Brandt apareció en la línea de tiempo actual. Gould comparó las escenas con Mike, Walter y Chuck con los tres fantasmas de A Christmas Carol, cada uno mostrando a Saul repitiendo el mismo ciclo en su vida. También sintió que el cameo de Chuck devolvió el programa a su comienzo, y sugirió que Chuck tenía una copia de The Time Machine, lo que implicaba que él también estaba arrepentido en este período. McKean filmó su escena antes de viajar al Reino Unido para otro proyecto, la aparición de Cranston se filmó meses antes de que ocurriera la fotografía principal del final para acomodar su agenda, mientras que Brandt pasó un tiempo relativamente más largo en Albuquerque debido a que tenía más escenas para filmar que las otras estrellas invitadas.

### Escritura
El episodio, la temporada y la serie terminaron con Gene Takavic atrapado por las autoridades y, bajo su nombre legal de Saul Goodman, sentenciado a prisión por los delitos que cometió en Breaking Bad. Gould y el equipo de redacción sabían cuando se emitió el final de la quinta temporada dos años antes que este era el final correcto para la serie. Se dieron cuenta de que Saúl pasó su carrera burlándose del sistema de justicia, por lo que les pareció apropiado que terminara la serie como parte de él, solo que esta vez como un prisionero. Gould explicó además que en el final, Saul había pasado de ser alguien que dirigía la sala del tribunal a convertirse en el tema de uno. 
Gould y el equipo de guionistas se sintieron firmes en terminar Better Call Saul de manera diferente a Breaking Bad y su secuela El Camino: A Breaking Bad Movie (2019). Al comparar el destino de los protagonistas principales de las tres obras, Gould explicó que Walter White logró sus ambiciones pero terminó muerto, Jesse Pinkman sufrió mucho pero encontró la libertad, mientras que Saul Goodman eligió el encarcelamiento a largo plazo pero recuperó su alma. El destino de Saul casi fue asignado a Jesse, ya que Gilligan había jugado con la idea de terminar El Camino con Jesse residiendo en una celda de la cárcel, encarcelado pero en paz. Sin embargo, cuando Gilligan le presentó esta idea al equipo de guionistas de Better Call Saul años antes, desaconsejaron la idea porque Jesse había sufrido demasiado para ser encarcelado, mientras que Gould también sintió que este era un final más apropiado para Saul. Al comparar el final de Breaking Bad con el final de Better Call Saul, Gould dijo que sentía que Walter asesinó a la gente, por lo que su serie terminó "en un resplandor de gloria"; por el contrario, Gould creía que Saul era un hombre de palabras y que su final debía centrarse más en el diálogo. Odenkirk describió el final como "más psicológico, más tranquilo y más lento. Tiene que ver profundamente con el carácter".
Sin embargo, Gould consideró que Better Call Saul era optimista, no solo para Saul Goodman, sino también para Kim Wexler. Con los dos personajes finalmente confesando sus fechorías, Gould sintió que ambos eligieron poner fin a sus ciclos de tendencias autodestructivas y se abstendrían de cometer los mismos errores nuevamente. Además, reconoció las circunstancias desafiantes que les esperaban a los dos personajes, con Saul pasando su vida en prisión y Kim enfrentando potencialmente una demanda civil, pero Gould creía que al limpiar su conciencia, ambos recuperaron una parte de su humanidad y podrían comenzar a vivir vidas más honestas.
La sala de escritores discutió la idea de que la escena de la habitación de la prisión sea la última toma de la serie. Sin embargo, Gould no quería que el programa terminara con Saul y Kim juntos en el mismo cuadro, sintiendo que era más honesto terminar con los dos separados. En cambio, eligió terminar la serie con los dos separados en el patio de la prisión para lidiar con la probable verdad de que Saul será encarcelado por el resto de su vida. Gould también dijo que si Kim volvería a visitar a Saul nuevamente depende de lo que decida la audiencia. 

### Rodaje
Al filmar la escena de apertura en el desierto, Gould mencionó que las condiciones climáticas frías del lugar contrastaban fuertemente con el calor abrasador que se producía al filmar el episodio "Bagman", que tuvo lugar en el mismo escenario. Las dos primeras tomas de las rocas y el auto de Jimmy en el desierto provienen de imágenes no utilizadas de episodios anteriores. Para la escena de la sala del tribunal, el personal de producción luchó inicialmente para encontrar una ubicación, pero finalmente la Corte Suprema de Nuevo México le otorgó permiso para filmar en el último piso de su edificio. La ubicación solo estaba disponible los fines de semana, lo que resultó en que todo el equipo cambiara su semana laboral de miércoles a domingo. El rodaje duró tres días en el lugar; Odenkirk mencionó que pidió volver a filmar la escena después de completarla inicialmente. Para ayudar a filmar la escena retrospectiva de Chuck, la diseñadora de producción Denise Pizzini tuvo que reconstruir el escenario de la casa de Chuck en el escenario, ya que fue destruido previamente durante la cuarta temporada.
Saul y Kim compartiendo un cigarrillo mientras se apoyaban en la pared de una sala de la prisión fue la última escena filmada durante la fotografía principal de la serie. Gould consideró el momento, que en sí mismo era un homenaje al primer episodio, como los dos personajes relacionándose entre sí sin hablar. Odenkirk detalló la escena como "un gran problema para nosotros, y se sintió increíblemente orgánico y natural, los sentimientos de aceptación y amor a un nivel que nunca antes habían compartido", además describió a los dos personajes como "personas más grandes de lo que habían sido". demostrado ser, y esa escena les otorga esa inteligencia, así como la valentía para hacer eso – hacerse cargo de sus defectos". Si bien la escena se filmó en blanco y negro, al igual que con todas las demás partes de la línea de tiempo de Gene, se incluyó un breve uso de color en la llama del cigarrillo y del encendedor. Gould dijo que este uso del color era una señal de que Gene recordaba su cariño por su relación con Kim. La música de la escena se reutilizó desde el primer episodio, que fue la primera composición de Dave Porter para Better Call Saul.
Durante la escena final en el patio de la prisión, muchos espectadores notaron que la mano derecha de Kim gesticulaba sutilmente con un arma en respuesta a que Saul le disparaba con los dedos. Odenkirk y Seehorn dijeron que se filmó una toma alternativa de Kim devolviendo el gesto de Saul disparándole con los dedos, pero Gould sintió que esto podría interpretarse como que Kim estaba volviendo a sus viejas costumbres. Como resultado, la escena que salió al aire usó la toma de Kim simplemente mirando a Saul. Seehorn describió la escena general como "sobre el reconocimiento de su vínculo que todavía está allí, y la parte de su relación que era cierta". 

## Recepción

### Respuesta crítica
"Saul Gone" recibió elogios universales de la crítica. En el agregador de reseñas Rotten Tomatoes, el episodio recibió una calificación de aprobación del 100 % según 30 reseñas, con una calificación promedio de 10/10. El consenso crítico dice: "El abogado que se estropeó finalmente se sincera en 'Saul Gone', una conclusión emocionalmente poderosa y temáticamente adecuada para uno de los grandes dramas de la televisión". Los críticos consideraron que el episodio era una conclusión "magistral" de la serie, y TVLine lo clasificó como uno de los mejores finales de serie de todos los tiempos. Muchos críticos destacaron el desarrollo del personaje de Jimmy, su redención y reconciliación con Kim, además del tema de las máquinas del tiempo en el episodio.
Al darle al episodio una calificación A, Kimberly Potts de The AV Club lo calificó como una "despedida sumamente satisfactoria" con "explosiones del pasado y un último giro". En IGN, Rafael Motamayor le dio al episodio una calificación de 10 sobre 10, describiéndolo como un "estudio de personajes más sutil, que explora los arrepentimientos y el cambio en su protagonista". También señaló el título del episodio y lo felicitó por ser "un sujetalibros temático en un programa que nunca fue realmente sobre Saul Goodman" y destacó el motivo de las máquinas del tiempo. De manera similar, Jen Chaney de Vulture también discutió el motivo de las máquinas del tiempo en el episodio y lo elogió por ofrecer más profundidad y contexto a Breaking Bad, y sintió que la serie era superior a Breaking Bad, ya que "se atrevió a ampliar su alcance y ir más grande de lo que nunca hizo Breaking Bad ". Además, Scott Tobias, del sitio web, le otorgó una calificación de 5 sobre 5 y escribió: "'Saul Gone' [...] encuentra un final para Jimmy que es esperanzador y auténtico sin sentirse optimista o inmerecido".
Miles Surrey de The Ringer discutió la escena en la que Jimmy testifica ante el tribunal y destacó el conflicto interno entre sus personajes de Jimmy McGill y Saul Goodman, sintiendo finalmente que Jimmy ganó, ya que se había dado cuenta de que "la perspectiva de reconciliarse con [Kim] lo lleva a un nuevo camino, uno hacia la redención". Elogió la caracterización de Jimmy en el episodio y sintió que la serie "demostró que nunca es demasiado tarde para dejar de ser malo para los que amas". En Variety, Daniel D'Addario destacó la actuación de Odenkirk en la escena de la corte y sintió que el episodio fue "meticuloso" y elogió la escritura y la estructura narrativa de Gould. Sintió que el episodio era superior al final de la serie de Breaking Bad, "Felina". James Osborne de The AV Club elogió el regreso de Betsy Brandt como Marie Schrader, diciendo que a pesar de que el público simpatizaba con Jimmy en el transcurso de las seis temporadas de Better Call Saul, la aparición de Marie sirvió como un recordatorio de cómo las acciones en Breaking Bad la afectan directamente y por qué él estaba en la sala del tribunal en primer lugar. Mientras tanto, David Segal de The New York Times sintió que las discusiones de Saul con Mike, Walter y Chuck sobre las máquinas del tiempo ayudaron a "discutir el tema del arrepentimiento y las segundas oportunidades", y también notó la lucha interna de Jimmy en el episodio y pensó que su personaje de Goodman ganaría "en parte porque el lado rapaz de Jimmy y Saul seguía siendo destacado. Especialmente en este episodio". También observó una "simetría" en su carácter, y opinó que Jimmy se convirtió en la "versión tóxica de Saul" y la "versión moralmente exigente de Jimmy" debido a Kim.

### Calificaciones
Un estimado de 1,8 millones de espectadores vieron "Saul Gone" durante su primera transmisión en AMC el 15 de agosto de 2022. Esto convirtió al final en el episodio más visto de la serie desde el final de la tercera temporada "Lantern", que se emitió cinco años antes. Si se incluyen los totales de visualización diferida, la cuenta final fue de 2,7 millones de espectadores en AMC.
Tras el lanzamiento inicial del episodio en AMC+, la plataforma de transmisión de la red, la aplicación experimentó una interrupción, lo que provocó que muchos usuarios cerraran sesión. AMC informó más tarde que los números de visualización del primer día para el final en AMC + fueron cuatro veces mayores que el estreno de la temporada, y calificó a la temporada final de Better Call Saul como el impulsor de adquisición más alto en la historia del servicio de transmisión.